# Les Misérables (boek)

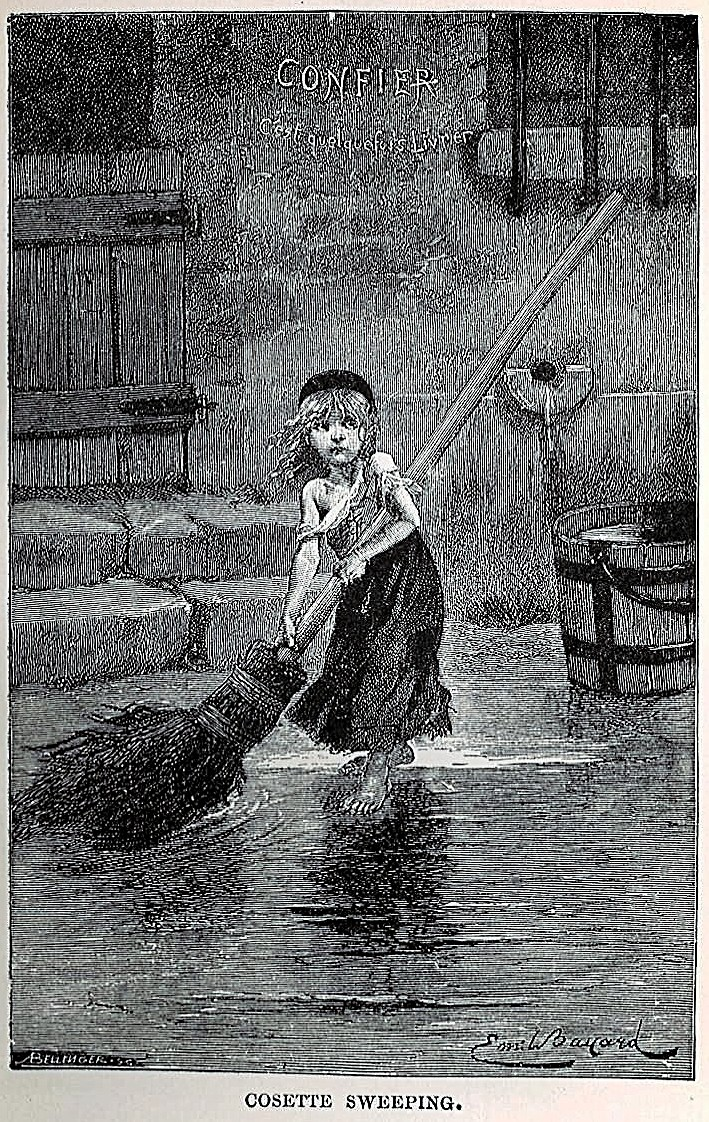
Cosette, illustratie van Émile Bayard, 1862

Les Misérables (Nederlands: De Ellendigen, dan wel De miserabelen) is een sociale roman van Victor Hugo uit 1862. Hugo had vanaf 1842 aan het boek gewerkt.

## Intrige
De hoofdpersoon van Les Misérables is Jean Valjean, een man die 19 jaar in een strafkamp heeft gezeten wegens het stelen van een brood, met strafverlenging vanwege diverse vluchtpogingen. Na zijn vrijlating in 1815 ontmoet hij de bisschop van Digne, bisschop Myriel. Valjean bekeert zich en stelt zichzelf ten doel een moreel goed mens te worden. Hij besluit opnieuw te beginnen en zijn verleden als Jean Valjean achter zich te laten. Onder de naam Monsieur Madeleine werkt hij zich maatschappelijk op en brengt het zelfs tot fabrikant en burgemeester van het dorp Montreuil. Op een gegeven moment wordt Fantine, een ziekelijke fabrieksarbeidster, ontslagen. Dat is een ramp voor Fantine, die maandelijks geld moet betalen aan de familie die voor haar dochter Cosette zorgt. Zodra Valjean/Madeleine echter van Fantines moeilijke situatie hoort, staat hij haar met raad en daad terzijde.
Valjean komt echter niet los van zijn verleden. Het wettig gezag blijft hem achtervolgen in de persoon van politieman Javert, Valjeans oude gevangenisopzichter, die hem op het spoor komt en aanklaagt wegens oplichting. Daarop verliest Valjean zijn zorgvuldig opgebouwde maatschappelijke positie. Javert komt Valjean aan het ziekbed van Fantine arresteren, waarop Fantine aan een shock overlijdt. Valjean weet echter te vluchten, redt een deel van zijn vermogen en gaat met Fantines dochter Cosette naar Parijs. Daar leven ze een tijdlang gelukkig in een soort vader-dochterrelatie.
Hun idyllisch leventje wordt echter verstoord als Cosette verliefd wordt op Marius, een studentenleider tijdens de Parijse Juni-opstand van 1832. Javert zit Valjean inmiddels weer op de hielen. Valjean raakt in tweestrijd over wat hem te doen staat: met Cosette vluchten voor Javert en zo ook de liefde tussen Marius en Cosette dwarsbomen, of de opstandelingen helpen. Hij kiest voor het laatste. Er volgt een zware strijd op de barricades, waarbij in het kamp van Valjean en de studenten een aantal dramatische doden vallen, waaronder het eveneens op Marius verliefde meisje Éponine en de dappere straatjongen Gavroche. Valjean redt uiteindelijk zijn ‘rivaal’ Marius van de dood, “uit liefde voor Cosette”. Aan het einde van de strijd krijgt Valjean vervolgens de kans Javert neer te schieten, maar hij laat hem gaan, waarop Javert zelfmoord pleegt.
Marius herstelt van zijn verwondingen door de goede zorg van Cosette. Aanvankelijk weet hij niet wie hem gered heeft maar komt daar bij toeval achter als hij met Cosette wil trouwen. Als Marius na zijn huwelijk met Cosette achter de ware identiteit van Valjean als voormalig galeiboef komt, probeert hij aanvankelijk de banden tussen Cosette en Valjean te verbreken. Valjean wordt ziek van vertwijfeling. Als Marius echter hoort van alle goede daden van Valjean wil hij hem om vergiffenis vragen. Hij komt nog net op tijd om dit op het sterfbed van de 64-jarige Valjean te kunnen doen.

## Typering
Les Misérables kan op meerdere wijzen worden getypeerd:
- Het is een groots opgezette, heterogene roman, waarin vele historische en filosofische uitweidingen de toch al boordevolle intrige onderbreken. Het is een soort epos in proza, met name ook in zijn beschrijvingen van de Slag bij Waterloo en de Parijse opstand van 1832.
- Het is een sociale roman, met een sterke moraal. Hugo neemt het in zijn werk op voor de paria’s in de 19e-eeuwse maatschappij en richt een vlammende aanklacht tegen de samenleving en haar ‘meedogenloze’ wetten. Valjean is de incarnatie van het lijdende proletariaat, die een reeks eindeloze beproevingen moet ondergaan alvorens loutering en dood te vinden.
- Het is een realistische roman in de traditie van Honoré de Balzac, waarin geprobeerd wordt de gebeurtenissen zo veel mogelijk naar de werkelijkheid te beschrijven.
- Het is vooral ook een spannende en melodramatische avonturenroman, die zich laat lezen als een feuilleton.

## Waardering
Les Misérables werd vrijwel meteen na het verschijnen populair, met name bij het volk. De roman heeft die populariteit in feite tot op de dag van vandaag behouden. Het boek wordt nog steeds herdrukt. Er zijn diverse verfilmingen van gemaakt, alsook succesvolle Franstalige, Engelstalige en Nederlandstalige musicals (zie: Les Misérables).
Les Misérables heeft in het 19e-eeuwse Frankrijk een niet te onderschatten rol gespeeld in de discussies over sociale hervormingen. Literair gezien wordt de waarde van het boek door critici soms getemperd vanwege het sterk moralistische karakter. Niettemin geldt het boek onder literatuurcritici nog steeds als het belangrijkste werk van Hugo, in elk geval als diens meest ambitieuze.

## Vertalingen
De eerste, sterk bewerkte en ingekorte, Nederlandse vertaling, door I.M. Calisch, verscheen in 1865 onder de titel De ellendigen. Nadien verschenen onder dezelfde titel herbewerkingen door Jac. v.d. Ster en Margot Bakker. In 2022 verscheen de eerste integrale Nederlandse vertaling van de hand van Tatjana Daan, nu onder de titel De miserabelen.

## Theatermusical
- Les Misérables (theatermusical) (1980)

## Filmadapties
- Les Misérables (1917)
- Les Misérables (1925)
- Les Misérables (1935)
- Les Misérables (1952)
- Les Misérables (1958)
- Les Misérables (1982)
- Les Misérables (1998)
- Les Misérables (2000) (miniserie)
- Les Misérables (2012) (muziekfilm)
- Les Misérables (2018) (miniserie)

Licht verwant:
- Les Misérables (1995)
- Les Misérables (2019)